# Stregna
Stregna (furlanisch Stregne, slowenisch Srednje) ist eine Gemeinde (comune) in der Region Friaul-Julisch Venetien im Nordosten Italiens und hat 284 Einwohner (Stand 31. Dezember 2023). Die Gemeinde liegt etwa 27 Kilometer ostnordöstlich von Udine am Judrio an der Grenze zu Slowenien und gehört zur Comunità Montana del Torre, Natisone e Collio.